# Agata Wiza
Agata Wiza – polska pedagog, dr hab. nauk społecznych, profesor nadzwyczajny Katedry Wychowania Fizycznego Wydziału Nauk o Kulturze Fizycznej Akademii Wychowania Fizycznego im. Eugeniusza Piaseckiego w Poznaniu.

## Życiorys
Ukończyła studia na Uniwersytecie im. Adama Mickiewicza w Poznaniu, uzyskując tytuł magistra pedagogiki – specjalność resocjalizacja. 10 czerwca 1998 obroniła pracę doktorską Przemoc symboliczna i bezpośrednia w szkolnym wychowaniu fizycznym a kompetencje zdrowotne ucznia, 7 kwietnia 2014 habilitowała się na podstawie oceny dorobku naukowego i pracy zatytułowanej Uczenie się z podróży w narracjach turystów indywidualnych (backpackersów). Otrzymała nominację profesorską. Objęła funkcję adiunkta w Katedrze Teorii i Metodyki Rekreacji na Wydziale Turystyki i Rekreacji Akademii Wychowania Fizycznego im. Eugeniusza Piaseckiego w Poznaniu.
Piastuje stanowisko profesora nadzwyczajnego Katedry Wychowania Fizycznego Wydziału Nauk o Kulturze Fizycznej Akademii Wychowania Fizycznego im. Eugeniusza Piaseckiego w Poznaniu.